# 上地ちづ子
上地 ちづ子（かみち ちづこ、1935年(昭和10年)8月16日 - 2000年11月20日）は、日本の紙芝居作者、児童文学作家、児童文化研究者。
東京生まれ。共立女子大学文芸学部卒。雑誌記者、コピーライターなどをへて紙芝居作者、児童文学作家、児童文化研究者となる。子どもの文化研究所・紙芝居研究会代表。日本児童文化史研究会事務局長。1977年「しょくどうは8かい」で高橋五山賞奨励賞・作家賞、89年「がんばれ！勇くん」で同脚本賞受賞。

## 著書
- 『一年生のかんがえるしゃかい』キヨノ・サチコ絵 集英社 1年生の学級文庫、1972
- 『ジュニアおしゃれとマナー』朝日ソノラマ、1972
- 『さかなとかいのずかん』講談社 幼稚園百科、1974
- 『あしたは未来』中山正美絵 講談社 児童文学創作シリーズ、1978
- 『どろぼう三にんぐみ』宮崎耕平絵 ポプラ社 一年生文庫、1984
- 『のびろのびろ!ツタンカーメンのえんどう』耀辞舎、1987
- 『紙芝居の歴史』久山社 日本児童文化史叢書、1997

### 共編著など
- 『ネコジャラ市の11人』井上ひさし、山元護久原作 講談社 カラーテレビ版名作絵ばなし、1971
- 『紙芝居 選び方・生かし方』児童図書館研究会共編著 児童図書館研究会 てまめあしまめくちまめ文庫、1999

### 紙芝居
- 『たいへん!まどがあかい』うすいしゅん画 元山三枝子展開指導 童心社、1978　よいこの十二か月
- 『つるのねんがじょう』久保雅勇画 星野真理子展開指導 童心社、1980 よいこの12か月
- 『らいねんはなにどし?』金沢佑光画 千駄谷保育園展開指導 童心社、1981 美しい心シリーズ
- 『ひみつのたんざく』金沢佑光画 同援としま保育園展開指導 童心社、1983 美しい心シリーズ
- 『おうちでレストラン』高橋由為子絵 童心社、2006 食育かみしばい・おいしいね、うれしいね!
- 『ねずみのミーちゃんききいっぱつ』多田ヒロシ絵 童心社、2008 大型紙しばい安全教育シリーズちょっとまって、あぶないよ

## 参考
- 『紙芝居の歴史』著者紹介